# تروور رابرتس
تروور رابرتس (انگلیسی: Trevor Roberts; ۲۵ فوریهٔ ۱۹۴۲ – ژوئن ۱۹۷۲ (aged 30)) بازیکن فوتبال اهل ولز بود. وی در پست دروازه‌بان در ۲۰۷ بازی در لیگ فوتبال شرکت کرده بود.
از باشگاه‌هایی که در آن بازی کرده‌است می‌توان به باشگاه فوتبال کمبریج یونایتد، باشگاه فوتبال لیورپول، و باشگاه فوتبال ساوتند یونایتد اشاره کرد.